# Georg Bock von Wülfingen (Generalmajor)
Georg Bock von Wülfingen (* 9. Januar 1868 in Hannover; † 1. Juni 1952 in Leipzig) war ein deutscher Generalmajor.

## Leben
Georg Bock von Wülfingen stammte aus dem niedersächsischen Adelsgeschlecht Bock von Wülfingen. Seine Vorfahren stammen aus der I. (lutherischen) Linie, die sich auf Kurt Bock von Wülfingen (1545–1628) zurückführen lässt. Stammvater des Astes Bockerode, aus der Georg Bock von Wülfingen stammt, war Jobst Gabiel Bock von Wülfingen (1678–1743). Der Vater von Georg Bock von Wülfingen war der Oberstleutnant Julius Bock von Wülfingen (1820–1886), sein Großvater der hannoversche Generalleutnant Karl Bock von Wülfingen.
Er trat in die Sächsische Armee ein und diente u. a. im Schützen-(Füsilier-)Regiment „Prinz Georg“ (Königlich Sächsisches) Nr. 108 sowie im Generalstab. Während des Ersten Weltkriegs war Bock von Wülfingen vom 11. April 1917 bis zum 5. Juni 1918 Kommandeur des Infanterie-Regiments „König Georg“ (7. Königlich Sächsisches) Nr. 106. In der Doppelschlacht Aisne-Champagne konnte er sich im April/Mai 1917 besonders bewähren, als er mit seinem Regiment den Durchbruch französischer Streitkräfte im Bereich des strategisch wichtigen „Pöhlberges“ verhinderte. Dafür wurde Bock von Wülfingen am 1. Juni 1917 mit dem Ritterkreuz des Militär-St.-Heinrichs-Ordens beliehen.
Im Juni 1918 kommandierte man ihn zur besonderen Verwendung nach Konstantinopel. Hier bekleidete Bock von Wülfingen als osmanischer Generalmajor den Posten als Chef der Generaletappen-Inspektion im türkischen Großen Hauptquartier. Mehmed VI. verlieh ihm für seine Tätigkeit den Titel eines Paschas.
Nach Kriegsende und seiner Rückkehr nach Deutschland erfolgte seine Übernahme in die Reichswehr, wo er mit Patent vom 1. Oktober 1920 zum Oberst befördert wurde. Als solcher war er von 1923 bis zu seinem Abschied am 31. Januar 1925 Kommandeur des 10. (Sächsisches) Infanterie-Regiments. Gleichzeitig hatte er im Geschlechtsverband derer Bock von Wülfingen das Amt des Schriftführers inne.
Bock von Wülfingen heiratete 1923 in Leipzig Irmgard Düms, mit der er sich im Villenviertel Weißer Hirsch in Dresden häuslich niederließ. Seit 1926 gehörte er dem Corps Albingia Dresden an.
Am 10. Juni 1934 hielt Bock von Wülfingen die Festrede zur 125-Jahr-Feier der „Schwarzen Brigade“ im Gewerbehaus Dresden vor dem I. und II. Bataillon des Schützen-Regiments 108. Diese Festrede erschien auch im Druck. Er war Rechtsritter des Johanniterordens.